# Cămin
Cămin (węg. Kálmánd, niem. Kalmandi) – wieś w Rumunii, w okręgu Satu Mare, w gminie Cămin. W 2011 roku liczyła 1388 mieszkańców. 